# Nu-Mixx Klazzics
Albums de 2Pac
The Prophet: The Best of the Works
(2003) Resurrection
(2003)
Nu-Mixx Klazzics est un album posthume de remixes de 2Pac, sorti le 7 octobre 2003.
Il comprend des chansons d'All Eyez on Me avec de nouveaux accompagnements et featurings d'artistes comme Aaron Hall, K-Ci & JoJo ou encore les Outlawz.
L'album s'est classé 2e au Top Independent Albums, 5e au Top R&B/Hip-Hop Albums et 15e au Billboard 200.
Il a été plutôt mal accueilli par la critique, le jugeant d'une qualité inférieure aux morceaux originaux,.

## Liste des titres
| No  | Titre                                                       | Durée |
| --- | ----------------------------------------------------------- | ----- |
| 1.  | 2 of Amerikaz Most Wanted (featuring Crooked I)             | 3:53  |
| 2.  | How Do U Want It (featuring K-Ci & JoJo)                    | 5:02  |
| 3.  | Hail Mary (featuring Outlawz)                               | 5:20  |
| 4.  | Life Goes On                                                | 4:58  |
| 5.  | All Eyez on Me (featuring Big Syke)                         | 4:51  |
| 6.  | Heartz of Men                                               | 4:38  |
| 7.  | Toss It Up (featuring Danny Boy, K-Ci & JoJo et Aaron Hall) | 4:49  |
| 8.  | Hit 'Em Up (featuring Outlawz)                              | 4:16  |
| 9.  | Never Had a Friend Like Me                                  | 4:06  |
| 10. | Ambitionz Az a Ridah                                        | 4:21  |